# 安多利人
| 星际旅行中主要的种族与势力              |
| --------------------------------------- |
| 星際聯邦 · 人类 · 瓦肯人 · 安多利人     |
| 貝塔索人 · 波利安人 · 德诺布拉人        |
| 罗慕伦人 · 克林贡人 ·巴库人 · 索利安人  |
| 葛恩人 · 佛瑞吉人 · 博格人 · 卡松人     |
| 卡达西人 · 贝久人 · 楚尔人 · 希罗吉恩人 |
| 自治同盟 · 布林人 · 新地人 · 8472种族   |

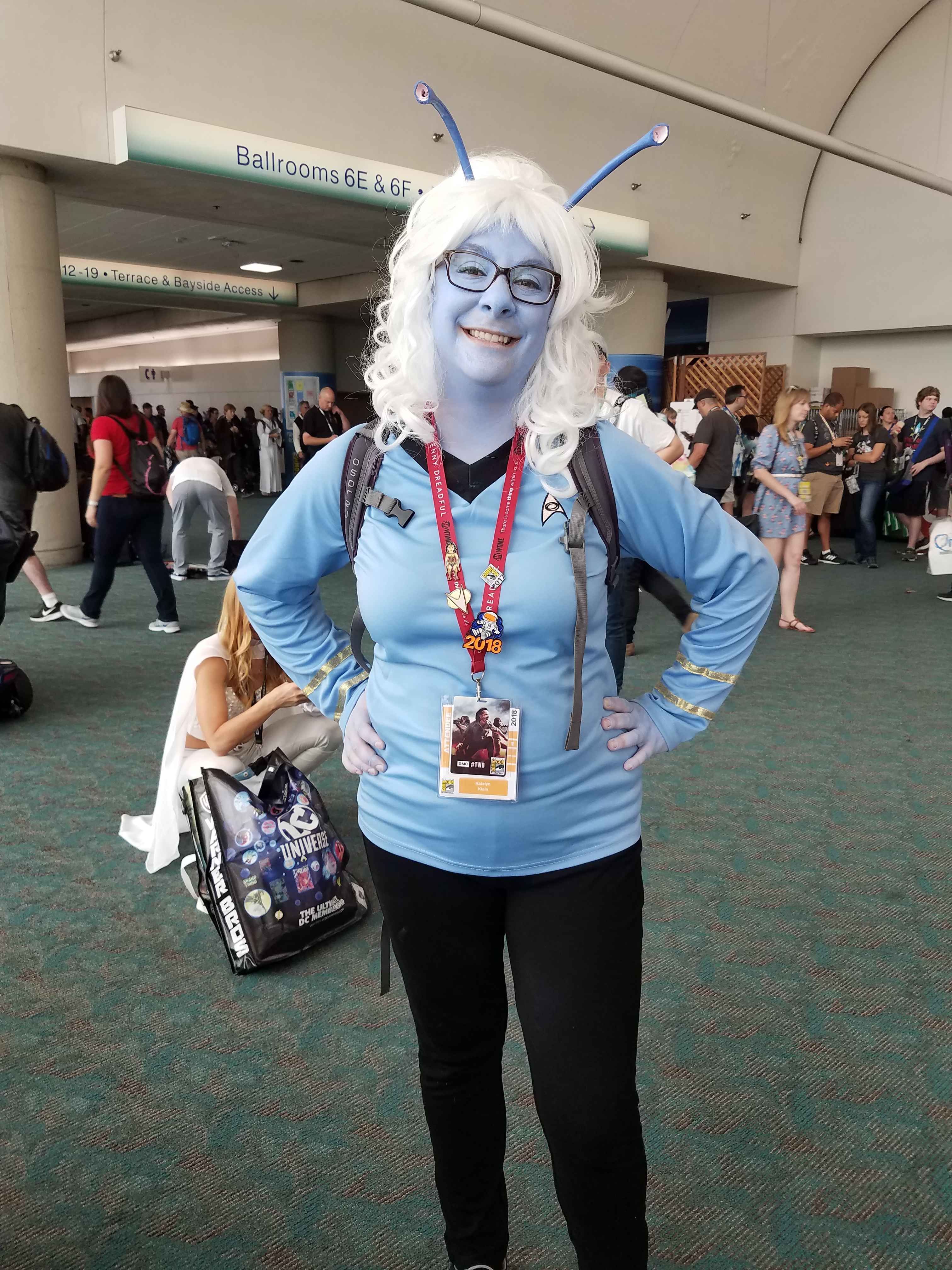
在漫展上安多利人的cosplay

安多利人（Andorian）是科幻系列《星际迷航》中生活在安多利星（Andoria）的一个类人种族。他们长着蓝色的皮肤与一对有孔的触角。是较早掌握曲速科技的种族之一。曾经建立帝国，并与瓦肯人有着宿怨。最终在地球星舰进取号船长乔纳森·阿彻的帮助下化解了矛盾，并成为星际联邦的创始行星之一。
安多利人有一个亚种安娜尔人（Aenar），该亚种皮肤较白，具有很强的心电感应能力。他们人口较少，生活在安多利星极地的地下。

## 母星
安多利人母星安多利星是一颗M级卫星，围绕一颗气体巨星。